# Hội chợ Albacete
Hội chợ Albacete (Tiếng Tây Ban Nha: Feria de Albacete) là một fair nằm ở Albacete, Tây Ban Nha. Nó được công nhận là Bien de Interés Cultural năm 1991.